# Гукасян Аршалуйс Серопович
Аршалуйс Серопович Гукася́н (нар. 5 квітня 1911, Норашен —?) — радянський вчений в галузі виноградарства. Доктор сільськогосподарських наук з 1969 року.

## Біографія
Народився 5 квітня 1911 року в селі Норашен (нині Нахічеванська Автономна Республіка). 1935 року закінчив Казахський державний сільськогосподарський інститут. Працював на науково-дослідній і керівній роботі. Брав участь у Другій світовій війні. Член ВКП(б) з 1943 року. У 1962—1981 роках — завідувач відділу плодівництва і виноградарства Шимкентської обласної державної сільськогосподарської дослідної станції.
Нагороджений орденом Червоної Зірки і трьома орденами «Знак Пошани».

## Наукова діяльність
Основні напрямки досліджень — сортовивчення, селекція і агротехніка винограду. Його роботи послужили основою для розміщення, спеціалізації та сорторайонування винограду на півдні Казахської РСР. Відібрані вченим високоврожайні сорти займали в колгоспах і радгоспах республіки понад 20 тисяч га. Автор близько 80 наукових робіт. Серед них:
- Виноградарство Южного Казахстана. — Чимкент, 1961;
- Виноград на Юге Казахстана. — Алма-Ата, 1975 (у співавторстві)(казах.).